# Diecezja Muzaffarpur
Diecezja Muzaffarpur – diecezja rzymskokatolicka w Indiach. Została utworzona w 1980 z terenu archidiecezji Patna.

## Ordynariusze
- John Baptist Thakur, S.J. (1980–2014)
- Cajetan Francis Osta, od 2014